# Соро (озеро)
Соро́, Сарро (бел. Саро́) — озеро в Бешенковичском районе Витебской области Беларуси. Расположено в бассейне р. Черногосица, в 18 км на восток от г.п. Бешенковичи, возле деревень Холм, Синяны. Одно из глубочайших озёр Беларуси.
Гидроним Соро (Сарро) сопоставляется с финно-угорским апеллятивом сор "озеро".

## Описание
Глубоко врезанная в моренные породы, ложбинная котловина озера вытянулась с северо-запада на юго-восток почти на 10 км при средней ширине 0,5 км. Крутые склоны на юге достигают высоты 20—25 м. На севере берега низкие, заболоченные. Длина береговой линии составляет 11,4 км. Ширина песчаной литорали у восточных берегов — 10—15 м, у западных расширяется до 40 м. Здесь расположены 2 небольших острова, густо поросших кустарником, общей площадью 400 кв.м. Площадь водосбора 104 км².
Озеро мезотрофное с признаками олиготрофии. На юге в озеро впадает протока из озеро Тросно, на севере вытекает протока в озеро Островенское. Соро является слабопроточным водоёмом с медленным водообменом. Глубоководная часть дна покрыта илом.

## Растительный мир
Узость литорали, крутизна сублиторали и высокая прозрачность воды не создают условий для зарастания озера. Прибрежная полоса шириной до 5—40 м заросла тростником и камышом. Для озера характерно практически полное отсутствие растений с плавающими листьями. Подводная растительность отмечена до глубины 4—5 м (рдест, элодея, роголистник, мхи). Выявлены 35 видов фитопланктона.

## Животный мир
Ихтиофауна озера представлена лещом, щукой, окунем, линем, плотвой, уклеей, краснопёркой, карасём, густерой, ершом.

## Экология
Озеро Соро является прекрасным местом отдыха и рыбалки для жителей Бешенкович и Витебска. Однако экосистема озера очень чувствительна и требует бережного отношения.